# Damm (Wall)

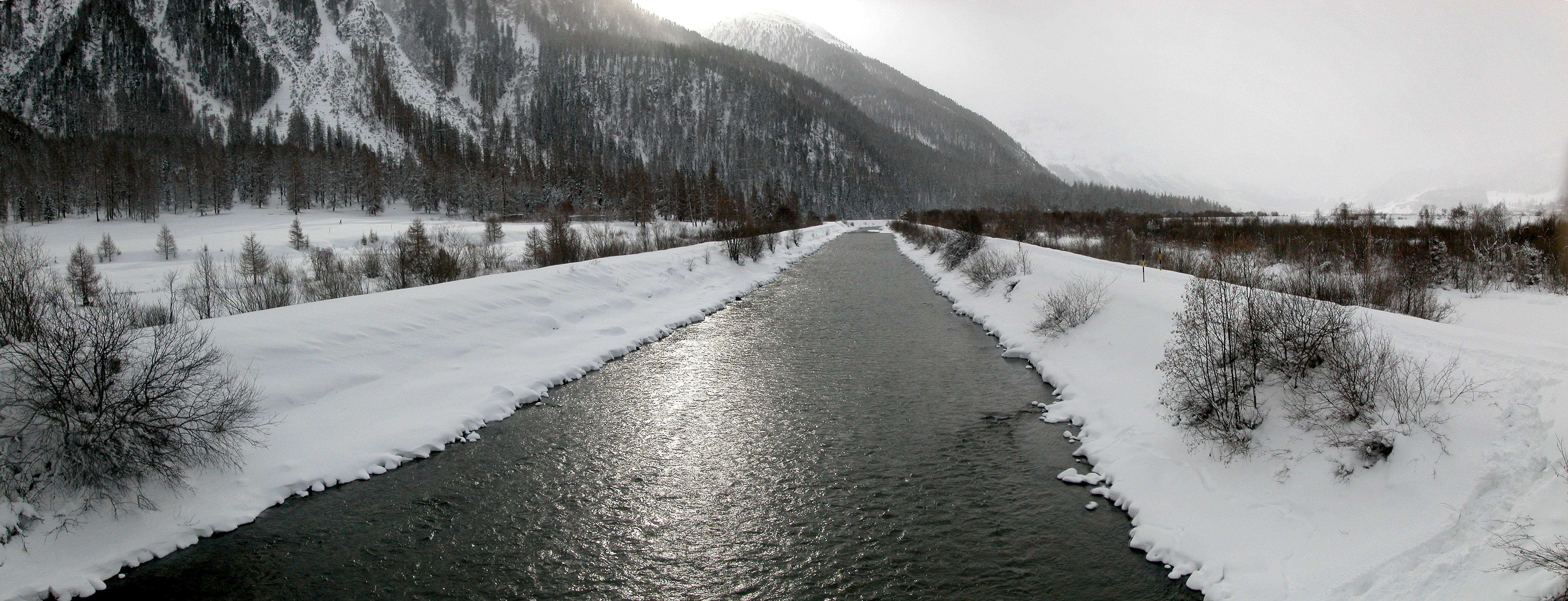
Hochwasserschutzdeich am Inn bei Bever

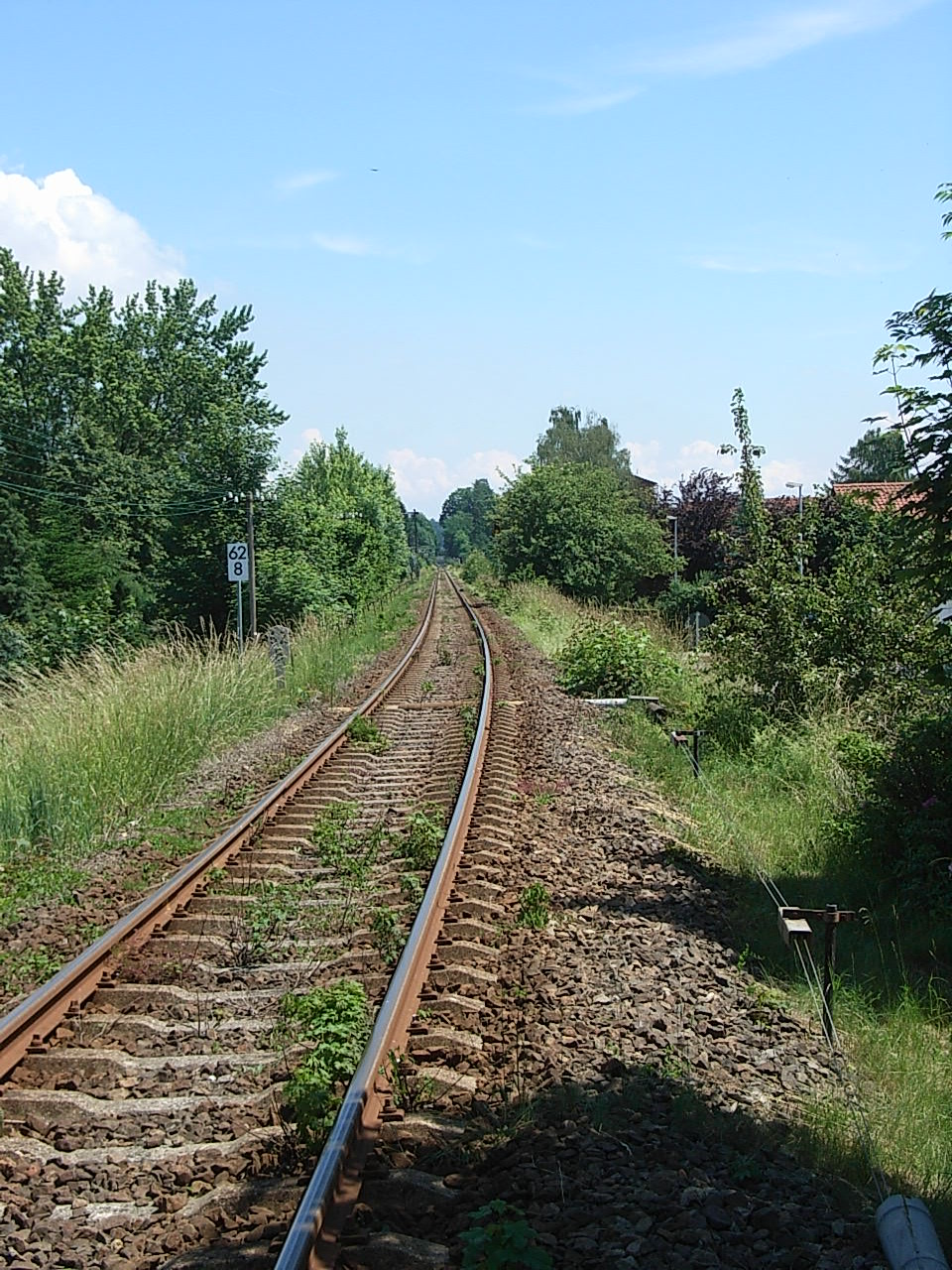
Ein Bahndamm in Deutschland

Ein Damm (oder Wall) ist ein lineares künstlich errichtetes Erdbauwerk aus einer geböschten Erd- oder Felsschüttung, typologisch ein sehr langgestreckter, massiver Baukörper mit sich nach oben verjüngendem Querschnitt und oft landschaftsgestaltender Wirkung, insbesondere mit räumlich trennender bzw. abschirmender Wirkung (Sichtschutz, Windschutz, Lärmschutz etc.) oder zur Höherlegung von Verkehrswegen oder Versorgungtrassen.
Dämme zum Hochwasserschutz nennt man Deiche.

## Anwendung
Der Zweck eines Dammes kann unterschiedlicher Natur sein. 

### Damm als Verkehrsweg
Zum einen gibt es Dämme, auf denen Verkehrswege verlaufen. Dies ist notwendig, wenn die Gradiente eines Verkehrsweges höher liegt als das umgebende Gelände.
Dämme an Eisenbahnstrecken werden als Eisenbahndamm oder kurz Bahndamm bezeichnet. Der Damm dient dabei als Eisenbahnunterbau als Teil des Bahnkörpers für die Aufnahme des Eisenbahnoberbaus.
An Straßen spricht man auch von einem Straßendamm, als Teil des Straßenunterbaus für die Aufnahme des Straßenoberbaus.
Eine besondere Form des Damms ist der aus Holzbohlen befestigte Knüppeldamm, ein Weg der durch ein Moor oder ein Sumpfgebiet führt. Eine befestigte, etwas erhöhte Straße/Chaussee wird auch Fahrdamm genannt. In Berlin/Brandenburg wird eine (größere) Straße auch als Damm bezeichnet („wir gehen über den Damm“).

### Damm zur Kanalisation von Wasser
Dämme dienen auch zur gezielten Kanalisation von Wasser. Bei Flüssen in flachen Landstrichen werden häufig beidseits des Flussbettes Hochwasserschutzdeiche errichtet. Diese Deiche grenzen das natürliche Flussbett ein und unterbrechen die Wasserzufuhr zu den angrenzenden Flussauen. Manche stark sedimentierende Ströme, wie beispielsweise der Hoangho – bilden dammähnliche Pufferlinien auf natürliche Weise (siehe Dammuferfluss). Bei einem Deichbruch ist die Gefährdung wegen des tiefer liegenden Umlandes größer als bei Kunstbauten.
Ab dem 19. Jahrhundert wurden vielfach Flussbegradigungen und Ausbaggerungen mit Deichbauten kombiniert. Durch die Begradigung und die damit einhergehende Erhöhung der Abflussgeschwindigkeit erhöht sich stromabwärts die Wahrscheinlichkeit von Hochwässern. Besonders seit den großen Überschwemmungen z. B. an Elbe und March trachtet man nach teilweiser Renaturierung der Flussbetten zum Vergrößern des Stauvolumens.
Häufig dienen Hochwasserdeiche nicht nur der Kanalisation von Wasser, sondern auch als Verkehrsweg. So finden sich oft sogenannte Dammwege.
Bauwerke zum Schutz vor Hochwasser an der Küste oder entlang von Flüssen nennt man Deich.
Bauwerke zum Aufstauen oder Absperren von Flüssen nennt man Staudämme.
Zur Veränderung der vorhandenen Strömung sowie zum Schutz bestimmter Uferbereiche vor Erosion werden auch sogenannte Leitdämme (z. B. auf der Geise in der Ems) errichtet.

### Damm zur Stauung von Wasser

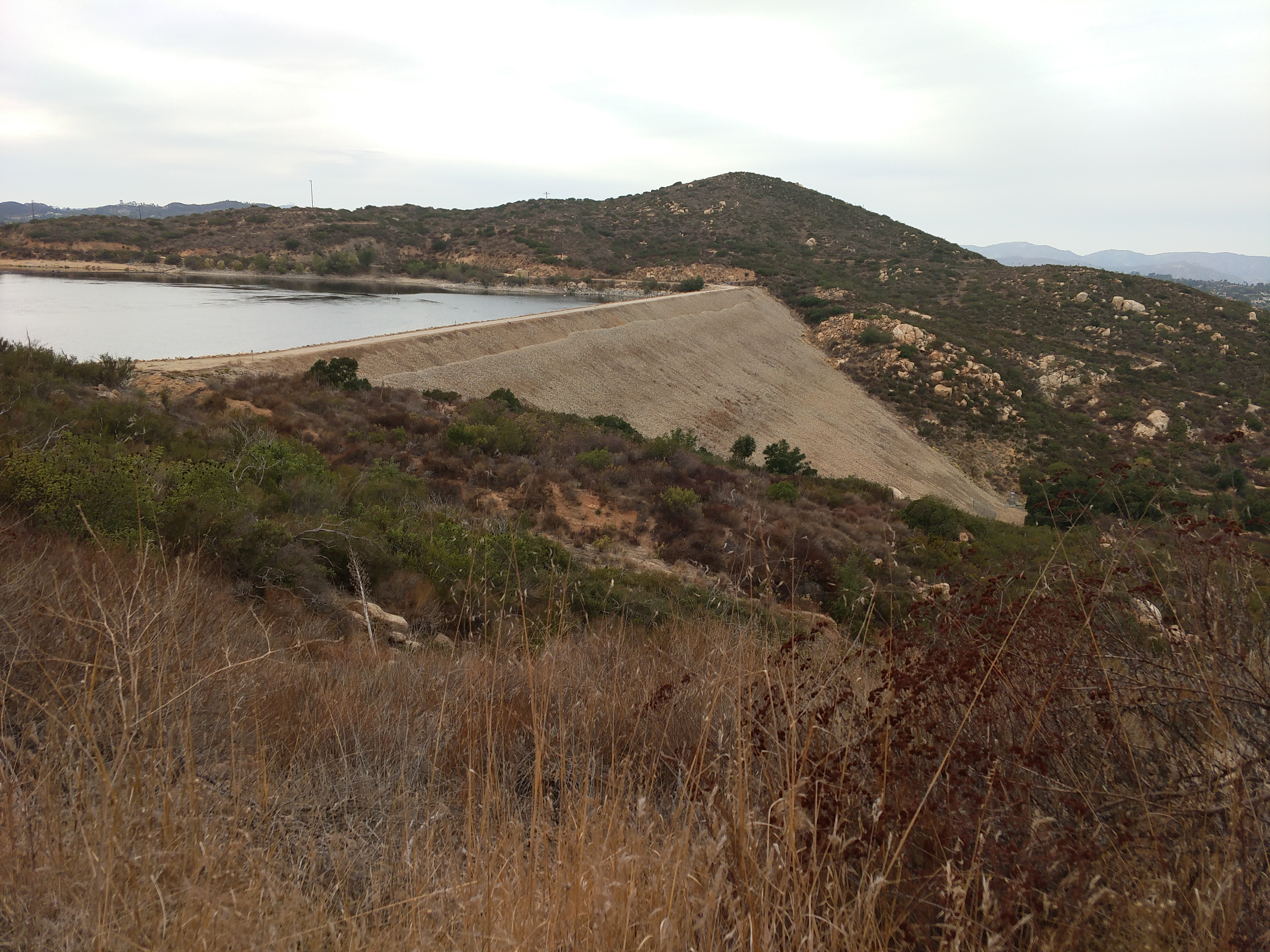
Staudamm

Des Weiteren werden Dämme zur Stauung von Flüssen errichtet. Die sogenannten Staudämme bestehen im Gegensatz zur Staumauer im Wesentlichen aus einer Erd- oder Felsschüttung.

## Bestandteile

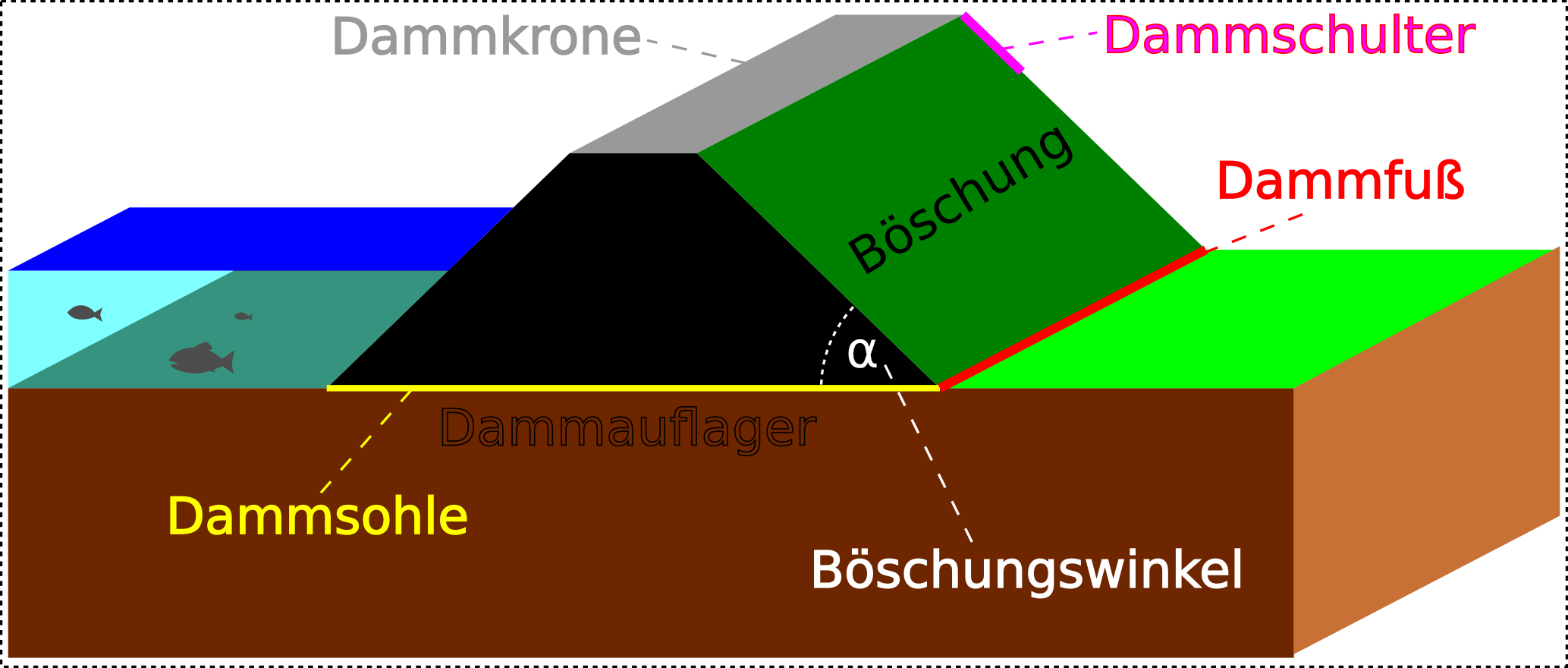
Bestandteile eines Damms

Ein Damm besteht aus nachfolgenden Teilen:
- Dammsohle – Auflagerungsfläche des Dammes
- Dammfuß – Übergang von Damm auf Gelände
- Dammkrone – Oberseite des Dammes zwischen den Böschungen
- Dammauflager – Untergrund unterhalb der Dammsohle
- Dammschulter – Dammbereich am oberen Teil der Böschung
- Berme – Horizontale Stufe in der Böschung eines Dammes

## Ausführung
Dämme sind geschüttete Erdbauwerke, häufig mit trapezförmigem Querschnitt. Die Böschungsneigung hängt von der verwendeten Bodenart ab. Die Böschung kann durch Bermen unterbrochen sein.
Dämme werden in der Regel aus einzelnen Lagen tragfähigen Erdmaterials hergestellt, die verdichtet werden.

## Redewendung
Von der befestigten Straße, dem Fahrweg stammt auch die Redewendung nicht auf dem Damm sein, was so viel wie krank sein bedeutet. Auch jemandem wieder auf den Damm helfen ist darauf zurückzuführen, dass man auf der Straße eben besser vorankommt.